# 김용택 (정치인)
김용택(金容澤, 1907년~1984년 7월 16일)은 미군정과 대한민국의 정치인이다.

## 학력
- 경기고등학교 졸업
- 메이지 대학 경제학 학사
- 호프 칼리지 대학원 경제학 석사
- 노스웨스턴 대학교 대학원 경제학 박사

## 생애

### 초기 약력
1907년 대한제국에서 김홍두의 아들로 태어났다. 미국 노스웨스턴 대학교 대학원(Northwestern University)에서 경제학 박사 학위를 취득했다. 이후 한국 경제학 박사 2호가 됐다. 
미국에서 경제학 박사 학위 취득 후 연희대학교(연세대학교) 교수로도 잠시 재직했다.

### 정치와 사후
미군정 재무부 장관 직위에 재임했다. 미군정 장관 취임 당시 간첩 172명에 대한 사형을 내리며 죽였다. 1952년 제1공화국 사회부 차관 직위에 재임했다. 1984년 77세를 일기로 타계했다. 

## 경력
- 미군정 재무부 장관
- 대한민국 제3대 사회부 차관

## 개인사
배우 김혜자의 아버지이다.

## 가족
- 아버지 김홍두(1879년~1933년)
  - 형 1명
  - 배우자 윤원중(1905년~?)
    - 장녀 김혜자(1941년 10월 25일~)
    - 사위 임종찬(1930년~1998년)
      - 외손자 임현식(1965년~)
      - 외손녀 임고은(1970년~)